# Schietpartijen in Midi-Pyrénées in maart 2012
In maart 2012 vonden verschillende schietpartijen plaats in de Franse regio Midi-Pyrénées, twee daarvan in de hoofdstad Toulouse en één in Montauban. In totaal kwamen er zeven personen om het leven, onder wie drie militairen en ook drie kinderen. Bij alle beschietingen werd hetzelfde wapen gebruikt en werd dezelfde scooter gesignaleerd. Na de beschietingen van 19 maart gold voor heel Zuid-Frankrijk het hoogste terreuralarm. De dader bleek Mohammed Merah te zijn, een 23-jarige man van Algerijnse afkomst die al vaker met justitie in aanraking was gekomen.

## Aanslagen

### 11 maart
Op 11 maart vermoordde Merah met een automatisch handwapen een dertigjarige parachutist van het Franse leger in een parkeergarage in Toulouse.

### 15 maart
Op 15 maart kwamen twee militairen van 24 en 26 jaar om het leven en een derde raakte zwaargewond, toen ze werden beschoten net buiten een militair terrein in Montauban. De militairen stonden voor een bankgebouw te wachten bij de bankautomaat, toen Merah kwam aanrijden. Hij duwde een bejaarde weg om beter op de militairen te kunnen schieten. Ook deze slachtoffers waren parachutisten. Op de plek van de schietpartij werden vijftien kogelhulzen gevonden.

### 19 maart
Op 19 maart vond rond 08.10 uur een schietpartij plaats bij de joodse Ozar Hatorah-school in Toulouse. Mohammed Merah begon te schieten op wachtende ouders en kinderen en vluchtte daarna op een zwarte scooter. Drie kinderen en een man van dertig overleefden de schietpartij niet, één 17-jarige jongen raakte zwaargewond. Later werd duidelijk dat bij de beschieting hetzelfde handvuurwapen was gebruikt als bij de beschietingen een week eerder. Er gaan geruchten dat de dader mogelijk twee wapens bij zich droeg. President Nicolas Sarkozy bezocht diezelfde maandag nog de betreffende school, hij noemde het gebeuren een nationale tragedie. De volgende dag werd op alle scholen in Frankrijk een minuut stilte in acht genomen. Vooral bij synagoges en joodse scholen werd de beveiliging extra verscherpt.

## Belegering en dood van de dader
In de nacht van dinsdag 20 op woensdag 21 maart omsingelde de speciale politie-eenheid RAID het gebouw waar de schutter zich had verborgen. Bij de eerste bestorming kwam het tot een vuurgevecht. Twee agenten raakten lichtgewond, waarna de politie zich terugtrok. Tijdens contacten tussen Merah en de politie gaf Merah aan verantwoordelijk te zijn voor de drie aanslagen. Zijn acties tegen militairen zouden een vergelding zijn voor de aanwezigheid van Franse militairen in Afghanistan en de moorden op de Joodse kinderen als wraak voor omgekomen Palestijnse kinderen in het Arabisch-Israëlisch conflict. Merah had naar eigen zeggen banden met Al Qaida. Na een belegering die in totaal 32 uur duurde viel de politie in de voormiddag van 22 maart het appartement binnen. De man verzette zich hevig. Bij het daaropvolgende vuurgevecht, waarbij nog twee agenten werden verwond, vond ook de dader de dood.
De aanslag werd opgeëist door de aan Al Qaida gelieerde Pakistaanse groepering Jund al-Khilafah. Hier zou Merah in september 2011 een training hebben gehad om een aanslag te plegen in Frankrijk. In het jaar hiervoor was Merah volgens informatie van de inlichtingendienst DCRI al in meerdere landen in het Midden-Oosten en in Afghanistan geweest.

## Reacties
President Sarkozy sprak van een afschuwelijk drama. Na de beschietingen van 19 maart was voor heel Zuid-Frankrijk het hoogste terreuralarm van kracht. Sarkozy kondigde strengere maatregelen af tegen onder meer het bekijken van radicale websites en verdachte reizen naar landen als Pakistan en Afghanistan.
Duizenden Fransen hebben in Toulouse op 23 maart de slachtoffers van Mohammed Merah herdacht. Tegen het middaguur verzamelden ze zich op een plein in de Zuid-Franse stad en hielden een minuut stilte in acht. De meeste islamitische organisaties verafschuwden de daad van Merah, echter op 24 maart werd door circa dertig moslims een solidariteitsbetoging gehouden in Toulouse. Het Franse magazine Paris Match meldde dat slechts enkele uren na de dood van Mohammed Merah verscheidene fanpagina’s van Merah op Facebook werden aangemaakt. Deze werden zeer snel weer verwijderd. 
In Nice werden op 24 maart ongeveer 36 van de 600 Joodse graven op de begraafplaats beschadigd. In Rouen werd een lerares geschorst nadat ze een minuut stilte had gevraagd voor Merah.
Tussen Israël en de Europese Unie kwam het tot een kleine diplomatieke rel nadat Catherine Ashton de beschieting van Joodse kinderen in Frankrijk vergeleek met de dood van Palestijnse kinderen in de Gazastrook. Ashton verklaarde dat haar uitlatingen ernstig uit hun verband waren gerukt.